# Xian de Wuning
Le xian de Wuning (武宁县 ; pinyin : Wǔníng Xiàn) est un district administratif de la province du Jiangxi en Chine. Il est placé sous la juridiction de la ville-préfecture de Jiujiang.

## Démographie
La population du district était de 376 569 habitants en 1999.